# Casa Helms
La Casa Helms (en inglés: Helms House) es una casa histórica ubicada en Opa-locka, Florida. La Casa Helms se encuentra inscrito  en el Registro Nacional de Lugares Históricos desde el 17 de agosto de 1987.  

## Ubicación
La Casa Helms se encuentra dentro del condado de Miami-Dade en las coordenadas 25°54′24″N 80°15′17″O / 25.906667, -80.254722.